# 文德 (阿拉巴馬州)
文德（英語：Wende）是一個位於美國阿拉巴馬州拉塞爾縣的非建制地區。該地的面積和人口皆未知。

## 地理
文德的座標為32°15′28″N 85°20′22″W / 32.25778°N 85.33944°W，而該地的平均海拔高度為107米（即351英尺）。